# Tomislav von Jugoslawien

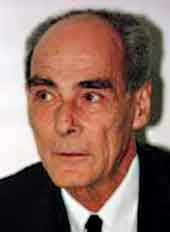
Tomislav von Jugoslawien

Tomislav Karađorđević (* 9. Januar 1928 in Belgrad, Jugoslawien; † 12. Juli 2000 in Oplenac, Serbien) war Prinz des Königreiches der Serben, Kroaten und Slowenen (ab 1929 Königreich Jugoslawien).
Er war der zweite Sohn von König Alexander I. und Maria von Rumänien. Sein älterer Bruder war der letzte König von Jugoslawien, Peter II. Seine Ehefrau war Margarete Prinzessin von Baden (* 14. Juli 1932 in Salem (Baden); † 15. Januar 2013 in Farnham (Surrey)),  eine Tochter von Berthold von Baden und der Prinzessin Theodora von Griechenland und Dänemark (* 3. Mai 1906 in Athen; † 16. Oktober 1969 in Konstanz).
Er war das erste Mitglied der früheren jugoslawischen Königsfamilie, das wieder einen festen Wohnsitz in Serbien hatte (1992) und wurde in der Königlichen Grablege in der Kirche des Heiligen Georg auf dem Oplenac bestattet.
Tomislav hatte vier Kinder: Nikolas (* 1959), Katarina (* 1959), Georg (* 1984) und Michael (* 1985).